# Hoàng Cái
Hoàng Cái (chữ Hán: 黃蓋),(144-222) tên tự là Công Phúc (公覆), là công thần khai quốc nước Đông Ngô thời Tam Quốc trong lịch sử Trung Quốc.

## Thân thế
Hoàng Cái người Tuyền Lăng, Linh Lăng. Ông là dòng dõi của Thái thú Nam Dương nhà Hán Hoàng Tử Liêm. Đến đời ông nội Hoàng Cái dời về định cư ở Linh Lăng.

## Thời Tôn Kiên
Hoàng Cái mồ côi cha mẹ từ nhỏ, gặp nhiều tai nạn hung hiểm thời trẻ, nếm nhiều điều cay đắng, vì vậy ông đã rèn luyện được tính cách cứng cỏi. Hoàng Cái không chỉ chăm học võ mà còn chăm đọc sách, rèn luyện nhân cách từ nhỏ.
Do có tài, Hoàng Cái được tuyển làm chức lại trong quân, sau đó được huyện xem xét tiến cử làm Hiếu liêm, rồi được gọi tới phủ Tam công nhận chức.
Tôn Kiên ở Cối Kê mộ binh dẹp loạn. Hoàng Cái đi theo Tôn Kiên, tham gia các chiến dịch dẹp vùng Sơn Việt và đánh Đổng Trác năm 190. Nhờ lập công, ông được Tôn Kiên phong làm Biệt bộ tư mã.

## Thời Tôn Sách và Tôn Quyền

### Trấn giữ các địa phương
Năm 191, Tôn Kiên tử trận ở Tương Dương khi giao chiến với Lưu Biểu. Hoàng Cái lần lượt theo giúp các con Kiên là Tôn Sách và Tôn Quyền. Ông được cử trấn giữ vùng Sơn Việt vốn có người bản địa hay chống lại. Ông dũng mãnh xông pha nhiều trận, khi cai trị rất thông tỏ đạo lý, do đó hễ có nơi nào chưa yên ổn lại nhờ cậy ông tới cai quản một thời gian.
Hoàng Cái nhận chức ở Thạch Thành. Ông biết quan lại ở đó khó trị nên cắt đặt 2 quan viên hỗ trợ mình. Ông giao hẹn cho 2 người đó phải hết sức vì công việc hành chính chớ để ông phải dùng hình phạt, để ông chuyên tâm vào việc đánh dẹp giặc cướp.
Ban đầu hai người đó sợ uy thế của Hoàng Cái nên chăm chỉ làm phận sự. Được một thời gian, họ thấy ông không chú ý tới việc công văn sổ sách nên lộng quyền, làm trái pháp luật, ăn đút lót. Hoàng Cái dò biết được, sai thủ hạ dò xét thấy đúng, liền triệu 2 người đến ăn tiệc. Giữa tiệc, Hoàng Cái mang việc ra tra hỏi. Hai người đuối lý không chối được. Hoàng Cái nhắc lại giao ước, rồi sai mang cả hai người ra chém. Từ đó trong huyện đều răm rắp theo lệnh ông.
Sau đó Hoàng Cái lại đi nhậm chức ở các huyện Xuân Cốc, Tầm Dương… trước sau cai trị 9 huyện ở Giang Đông. Đi đến đâu ông cũng làm tình hình ở đó yên ổn. Vì vậy ông được thăng làm Hiệu úy quận Đan Dương. Trong thời gian ở đây ông tiếp tục dẹp giặc cướp và cường hào, giúp đỡ dân nghèo. Vì vậy vùng Sơn Việt rất cảm phục ông.

### Tham chiến Xích Bích
Năm 208, Tào Tháo khởi đại quân xuống miền nam. Sau khi đánh chiếm Kinh châu, Tào Tháo tiến sang Giang Đông. Do bệnh dịch lây lan và quân phương bắc không quen đánh thủy, Tào Tháo khóa chiến thuyền lại với nhau để chờ sang đầu năm sau sẽ tấn công.
Hoàng Cái thấy vậy bèn hiến kế với Đô đốc Chu Du:
Địch đông ta ít, nếu cầm cự lâu dài thì ta bất lợi. Tào Tháo cột chặt thuyền lại với nhau, rất tiện cho việc dùng hỏa công, tốc chiến tốc thắng.
Chu Du nghe theo. Hoàng Cái làm theo kế, sai người đưa thư trá hàng cho Tào Tháo. Tào Tháo tin là thật, đợi ngày Hoàng Cái sang hàng Tào.
Tam Quốc diễn nghĩa kể rằng người được Hoàng Cái sai đi đưa thư là Hám Trạch và phải nhờ tài thuyết khách của Hám Trạch, Tào Tháo mới hết nghi ngờ rằng Hoàng Cái lừa dối
Tới cuối tháng 11 năm đó, nhân thuận chiều gió, Hoàng Cái dẫn đội thủy quân trá xưng là sang hàng Tào rồi bất ngờ phóng hỏa tấn công thủy trại Tào. Quân Tào thua to, bỏ chạy về phía bắc.
Trong lúc hăng hái xung trận, ông bị trúng tên lạc của quân Tào, ngã rơi xuống sông. Mùa đông nước sông lạnh buốt khiến ông bị cứng thân thể lại. Sau đó ông được quân Chu Du tới cứu lên, nhưng nhiều người không biết mặt ông nên chỉ để ông nằm trên giường trong góc phòng. Sau đó Hàn Đương đi tới nhận ra ông, vội sai người cấp cứu nên kịp hồi sức cho Hoàng Cái.
Sau trận Xích Bích, Hoàng Cái được phong làm Vũ phong Trung lang tướng.

### Dẹp yên Vũ Lăng
Về sau sơn dân Vũ Lăng phản loạn công thành, Hoàng Cái được điều trú làm Vũ Lăng thái thú, lúc ấy trong quận chỉ có hơn 500 người. Hoàng Cái liệu thế không thể chống lại quân địch đông hơn, bèn cho mở cửa thành. Quân địch thấy thành mở liền tiến vào. Hoàng Cái đợi quân địch vào giữa chừng liền thúc quân đánh giết. Mấy trăm người bị giết, còn lại bỏ chạy tứ tán.
Sau trận đó, Cái dùng chiến thuật chia nhỏ quân địch ra diệt dần, và chỉ đánh bắt người cầm đầu, còn lại tha cho các thủ hạ. Vì vậy những vùng xa xôi tại đất Lễ, Khúc, Ba, Diên đều xin quy phục. Một bộ phận quận Vũ Lăng thuận theo Ngô. Tôn Quyền lấy cớ người Sơn Việt lại lấn vào Ích Dương, Trường Sa, điều Hoàng Cái đi đánh dẹp. Hoàng Cái lập công, được Tôn Quyền phong làm Thiên tướng quân. Lưu Bị sang Ngô hòa đàm, cưới em gái của Tôn Quyền làm vợ, chiến sự mới ngưng.
Sau này Hoàng Cái ốm và qua đời khi đang tại chức, trước sau hoạt động giúp họ Tôn trong khoảng 30 năm, không rõ ông sinh và mất cụ thể năm nào.
Do có tài đánh dẹp và cai trị, Hoàng Cái được người dân Giang Đông kính trọng và nhiều nơi vẽ chân dung ông thờ để tưởng nhớ công đức của ông.

## Trong Tam Quốc diễn nghĩa
Trong tiểu thuyết Tam Quốc diễn nghĩa của La Quán Trung, Hoàng Cái là viên tướng xuất hiện từ ngày đầu, theo giúp Tôn Kiên đánh Đổng Trác và Lưu Biểu. Khi Tào Tháo áp sát Giang Đông, Hoàng Cái đứng vào hàng ngũ các võ tướng quyết tâm chống Tào.
Để lừa được Tào Tháo, Hoàng Cái và Chu Du đã phải dụng tâm làm kế khổ nhục. Biết Sái Trung, Sái Hòa (2 nhân vật hư cấu, là em của Sái Mạo) sang Đông Ngô trá hàng, Chu Du và Hoàng Cái cố ý giả vờ cãi nhau, rồi Chu Du đánh đòn Hoàng Cái trước mặt 2 họ Sái, để mượn 2 gián điệp của Tào Tháo đưa tin tức sai về. Hoàng Cái giả cách oán hận Chu Du, cử Hám Trạch sang đưa thư trá hàng. Do tin của Sái Trung, Sái Hòa đưa về, cộng với tài ăn nói của Hám Trạch, Tào Tháo tin việc Hoàng Cái sang hàng là thật.
Đến đêm 20 tháng 11, sau khi Gia Cát Lượng cầu được gió đông, Hoàng Cái làm tiên phong, dẫn đầu đội thuyền chiến tiến sang thủy trại quân Tào, danh nghĩa là hàng Tào, nhưng khi tới nơi liền phi thẳng tới trại Tào nổi lửa tấn công. Tào Tháo đại bại rút chạy, Hoàng Cái bị trúng mũi tên do Trương Liêu bắn, ngã xuống nước, nhưng được Hàn Đương cứu sống.
Công lao trấn trị các quận huyện của Hoàng Cái không được Tam Quốc diễn nghĩa nhắc tới.